# جب حمزة
جب حمزة قرية سوريّة تتبع إداريّاً لمحافظة حلب منطقة منبج ناحية أبو قلقل، بلغ تعداد سكانها 2,089 نسمة حسب التعداد السكاني لعام 2004يسكن فيها خمسة عشائر هم الأكثر البوبنا.يوجد عدد قليل جدا من أبناء العشائر الأخرى الحديدين والعكيدات والجيس والبكارة.